# Corrupción en Colombia

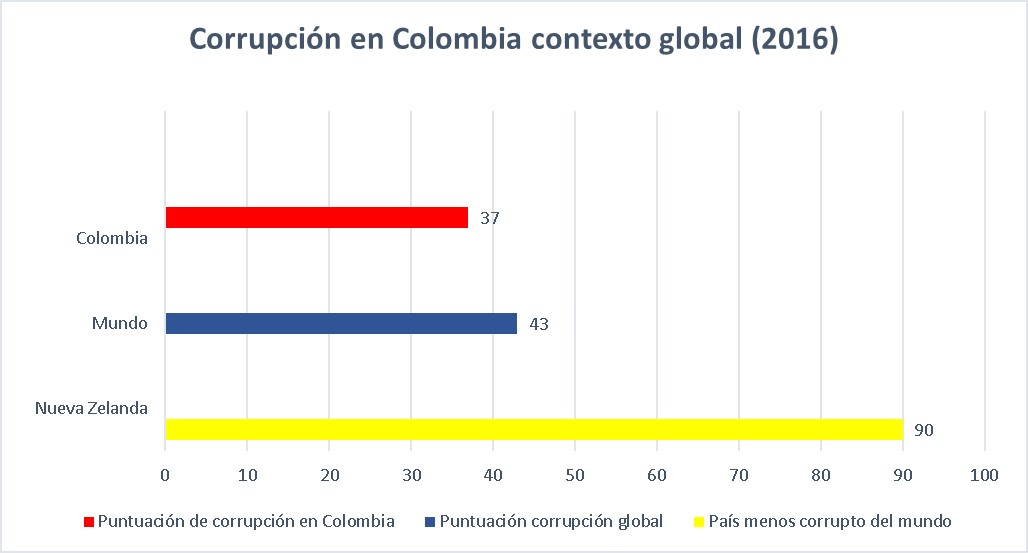
Cuadro comparativo de la Corrupción en Colombia en el contexto global, según el informe de 2016 de Transparencia Internacional, donde 0 (Muy Corrupto) a 100 (Muy Transparente).

La corrupción en Colombia es un problema generalizado en todos los niveles de Gobierno, así como en las fuerzas militares y policiales. Una cultura general y una conciencia de esta corrupción impregnan a la sociedad en su conjunto.
Varios factores han contribuido a la corrupción política en Colombia, entre ellos: El tráfico de drogas, El conflicto guerrillero y paramilitar, una vigilancia y regulación débiles por parte de las instituciones, la intimidación y el acoso de los denunciantes y una apatía generalizada de la sociedad para abordar el comportamiento poco ético.El gobierno está tomando medidas continuamente para medir y reducir los niveles de corrupción en todos los niveles a través de políticas anticorrupción. También se han encabezado iniciativas desde el sector privado con el fin de facilitar e incentivar las actividades empresariales

## Formas de corrupción sancionadas en Colombia
Según la Fiscalía General de la Nación y la Procuraduría General de la Nación, entre 2009 y 2016 las principales formas de corrupción sancionadas en Colombia fueron:
- Dar o exigir dinero u otra utilidad: para que se realice u omita un acto propio del cargo de un funcionario público, o para que se ejecute uno contrario a sus deberes oficiales.

- Retener activos que han sido confiados: para ser utilizados con fines privados.

- Dar un trato de favor hacia familiares (nepotismo) o amigos (amiguismo): a los que se otorgan cargos o empleos públicos o incluso se facilitan permisos y licencias, por el mero hecho de serlo, sin tener en cuenta los méritos para ejercer el trabajo[2] (meritocracia).

| Puntuación superior a 90 Puntuación igual o entre 80 y 89 Puntuación igual o entre 70 y 79 Puntuación igual o entre 60 y 69 Puntuación igual o entre 50 y 59 Puntuación igual o entre 40 y 49 | Puntuación igual o entre 30 y 39 Puntuación igual o entre 20 y 29 Puntuación igual o entre 10 y 19 Puntuación inferior a 10 Datos no disponibles |

Mapa que muestra los países y territorios según el Índice de Percepción de la Corrupción 2022, en orden ascendente. Colombia tiene un puntaje de 39 puntos de 100.

Por otro lado, en la época electoral la compra de votos es un fenómeno de intercambio económico que hace parte de la corrupción en el país, en el cual los candidatos políticos “compran” y los ciudadanos “venden” votos. El acto de comprar votos, conforme a esta perspectiva, es un contrato viciado en el que los votantes venden sus votos a la oferta más alta de manera similar a una subasta.
Por su parte, el soborno, la extorsión y los arreglos (acuerdos donde el agente público y el ciudadano privado establecen un pacto recíproco en perjuicio del público), de forma tal que una decisión oficial favorece al privado a cambio de una recompensa o merced para el agente público; además de cuando hay alteraciones fraudulentas del mercado, en donde “el agente público que decide en materias que introducen en el mercado externalidades positivas o negativas. Utiliza su decisión para perjudicar o beneficiar a un tercero. Sin bases objetivas para hacerlo”. También las malversaciones y fraudes y las especulación financiera  con fondos públicos e incluso la parcialidad en la aplicación de las leyes, administración o cualquier tipo de decisión y colusión privada en concursos o convocatorias públicas, donde diferentes participantes acuerdan niveles mínimos de subasta y el  uso de información privilegiada para tomar decisiones económicas o sociales privadas.
Otros modos son la desviación de reglas en formas menores en beneficio de amigos (amiguismo), como los oficiales que aceptan regalos, el favoritismo en asignación de citas y contratos, las utilidades oficiales de decisiones públicas a través de ocupaciones suplementarias, las personas que dan su voto de acuerdo con la dirección del patrón (empleador, empresario o político), los clientes que necesitan intervención del patrón para obtener procesos administrativos a tiempo, los oficiales que esperan regalos como prerrequisito para que los procesos estén a tiempo, los oficiales (policías o militares) que toleran crimen organizado a cambio de pagos y los activistas que repentinamente cambian de partido político por razones económicas, y  oficiales y ciudadanos que ignoran pruebas claras de corrupción.

## Condiciones sociopolíticas y culturales que favorecen la corrupción
Existen cuatro factores principales dentro del contexto sociopolítico y cultural de Colombia que son determinantes para comprender el fenómeno de la corrupción en el país:
- Debilidad institucional del Estado: la incapacidad del Estado para ejercer el imperium ha desembocado en la primacía de redes locales[5] y regionales de poder, que han impedido que el Estado logre diferenciarse de los intereses privados de los sectores dominantes.[1][6]

- Clientelismo (mafioso y de mercado): es un mecanismo no institucional de lealtades asimétricas mediante el cual se intercambian bienes y servicios por apoyo electoral, el clientelismo político[7] es una práctica legendaria en la historia política del Estado colombiano. El tipo de clientelismo que predomina actualmente es el clientelismo de mercado, que tiene un carácter predominantemente local (municipios).[1]

- Narcotráfico:[8] El narcotráfico es una economía ilegal, que en tanto genera riesgos, requiere de ciertas inmunidades para poder subsistir. Por esa razón, los narcotraficantes  deben desarrollar mecanismos de protección eficaces para el desarrollo de sus actividades.[1]

- Cultura del incumplimiento de las normas:[9] se trata de una cultura en la que no se está dispuesto a aceptar el imperio de la ley, a menos de que la misma sea favorable para los propios intereses.[10] En consecuencia, las reglas se suelen subordinar al interés personal (en términos de dichos populares "el vivo", "el avispado"), a la defensa personal (en el caso del rebelde) o a valores familiares o religiosos que se consideran superiores (en el caso del arrogante). Se trata de una cultura de desprecio hacia la ley,[11] que es vista únicamente como un instrumento que se respeta cuando es útil para los fines personales, y se burla cuando resulta inconveniente.[1]

## Entidades y mecanismos contra la corrupción[12]

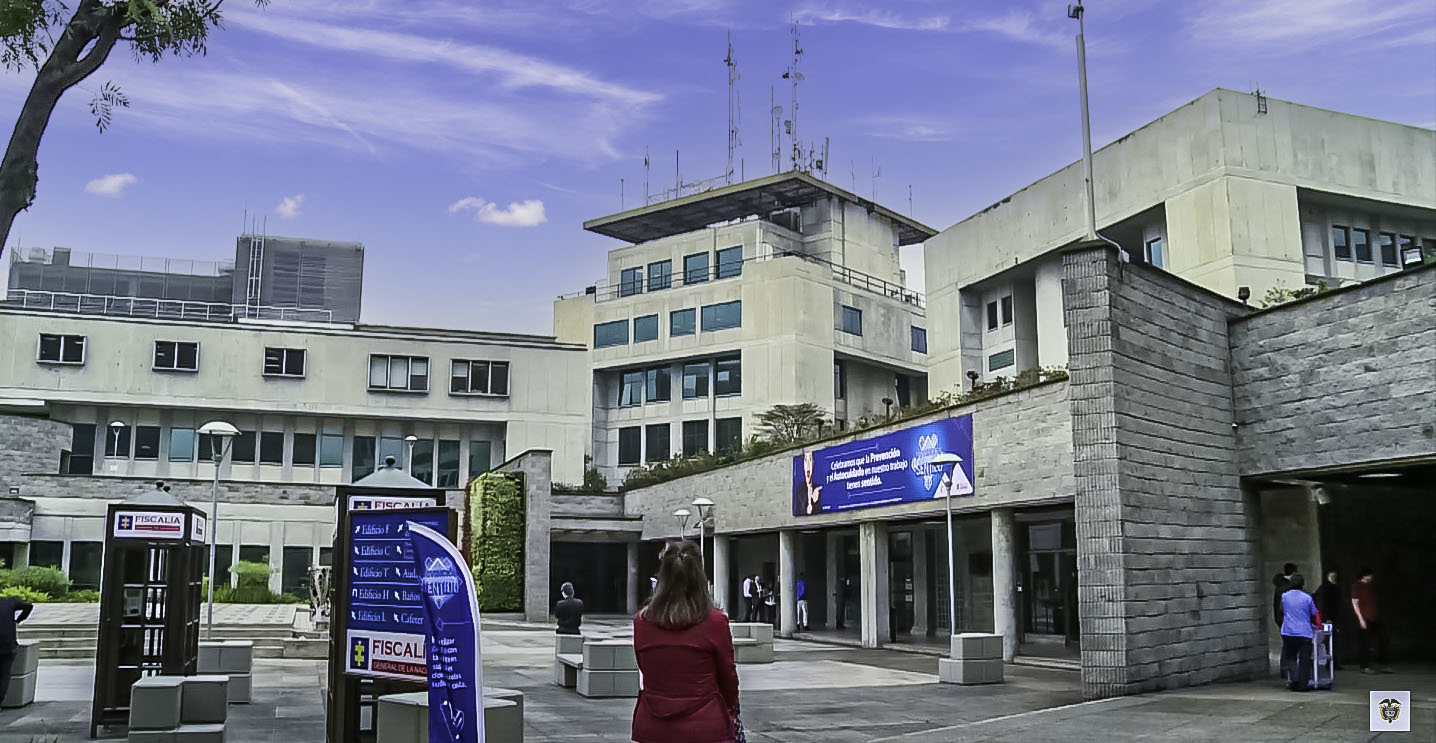
Búnker de la Fiscalía General de la Nación en Bogotá.

Las principales entidades para la lucha contra la corrupción del Gobierno de Colombia son; la  Fiscalía General de la Nación, la Procuraduría General de la Nación,  Contraloría General de la República de Colombia, Auditoría General de la República, y la Corte Suprema de Justicia de Colombia.
Los principales mecanismos contra la corrupción son:
- Estatuto Anticorrupción: creado en 2011, se complementa con normas del Código Penal, del Código Disciplinario y convenios internacionales que están incorporados en la legislación colombiana.

- Política Pública Integral Anticorrupción: tiene como principal objetivo fortalecer las herramientas y mecanismos institucionales para la prevención, investigación y sanción de la corrupción en el país.

- Colombia Compra Eficiente: por medio de este mecanismo se garantiza la transparencia en la compra y contratación pública.[15]

- Ley de Transparencia (1712 de 2014): Al garantizar el acceso a la información pública,[16] buena parte de las decisiones públicas están disponibles para cualquier ciudadano que las quiera consultar en Internet.

- Declaraciones de renta a la vista de todos: se trata de la declaración de renta, siguiendo la tendencia de las normas de transparencia y rendición de cuentas internacionales.

Aunque en Colombia hay entidades y mecanismos contra la corrupción, y penas de ley severas para estas conductas, en la práctica la justicia colombiana se queda corta, ya que los delincuentes obtienen beneficios y no devuelven el dinero robado, ni entregan cómplices en muchos casos. De hecho, más del 50% de los corruptos condenados no pagan siquiera un solo día de cárcel.